# Ehretia ovalifolia
Ehretia ovalifolia är en strävbladig växtart som beskrevs av Robert Wight. Ehretia ovalifolia ingår i släktet Ehretia och familjen strävbladiga växter. Inga underarter finns listade i Catalogue of Life.